# Monarcha viduus
Monarcha viduus é uma espécie de ave da família Corvidae.
É endémica de Ilhas Salomão.